# Vlag van Wonseradeel

Vlag van de gemeente Wonseradeel (1955-2011)

De vlag van Wonseradeel is op 19 april 1955 bij raadsbesluit vastgesteld als de gemeentelijke vlag van de Friese gemeente Wonseradeel (Fries: Wûnseradiel). De vlag was een ontwerp van Kl. Sierksma en wordt als volgt beschreven:
Drie horizontale banen van blauw en wit, waarvan de hoogten zich verhouden als 5:2:5.
Het ontwerp is gebaseerd op een vlag die is afgebeeld op een zegel uit 1270. De witte baan op de vlag stelt de Oude Marnestroom voor, die de gemeente vroeger ongeveer doormidden deelde. Ook de bevolking is gesplitst over twee delen, maar men voelt zich toch nauw met elkaar verbonden.
Per 1 januari 2011 is de gemeente Wonseradeel opgegaan in de nieuw opgerichte gemeente Súdwest-Fryslân. De gemeentevlag van Wonseradeel is hierdoor komen te vervallen.

## Dorpsvlaggen
Tegelijkertijd met de vaststelling van de gemeentevlag werd voor alle 27 dorpen in de gemeente een dorpsvlag ingesteld.
In het voorjaar van 1955 besloot de gemeenteraad van Wonseradeel om Bevrijdingsdag op een speciale manier te vieren: door elk dorp een eigen dorpswapen en dorpsvlag te geven. Klaes Sierksma werd uitgenodigd om de dorpsvlaggen te ontwerpen. 
De dorpen werden gegroepeerd op basis van geografische ligging en middelen van bestaan:
1. Zeven weidedorpen rond de oude meren: Greonterp, Tjerkwerd, Dedgum, Allingawier, Exmorra, Hieslum, Parrega.
2. Zeven dorpen langs de oude zeedijk: Ferwoude, Gaast, Idsegahuizum, Piaam, Makkum, Cornwerd, Zurich.
3. Acht weidedorpen in het binnenland: Centrale dorpen: Wons, Schraard, Longerhouw, Schettens. Dorpen op de gemeentegrens: Lollum, Hichtum, Burgwerd, Hartwerd.
4. Vier agrarische dorpen: Kimswerd, Pingjum, Arum, Witmarsum.
5. En het nieuwe dorp: Kornwerderzand (aan de Afsluitdijk)

De vlaggen werden meestal zo'n tien jaar voor de dorpswapens ontworpen. De ontwerpen waren geïnspireerd op de bovengenoemde verdeling; in sommige wapenschilden werden uitzonderingen gemaakt. Voor wapenschilden werden verschillende wapens gebruikt van families die op oude "states" of "stinsen" (versterkte statige huizen) hadden gewoond. Vlaggen bevatten broekdiagonalen voor weilanden en rechthoeken voor landbouw. Wonseradeel is de enige Friese gemeente die is opgedeeld in een "gershoeke" (gras) en een "bouhoeke" (klei). Verder zullen sommige elementen zichzelf verklaren, zoals klaver, korenaren en afbeeldingen van dieren. Om te benadrukken dat alle vlaggen bij de gemeente horen, hebben ze aan de mastzijde een smalle verticale strook met de kleuren van de gemeentevlag.
De dorpsvlaggen van de eerste groep - weilanden rond de oude meren: De oude meren waren Makkumermeer, Parregaastermeer, Sensmeer, en enkele andere kleine meren; ze zijn allemaal drooggevallen. Hun witte golven, die rusteloos de rietoevers aanvielen, zijn verdwenen; de witte zwanenbloemen die op het water dreven hebben plaatsgemaakt voor grazige weiden. De lucht is blauw gebleven in zachte lentes. Groen gras groeit in de weiden; rood is de kleur van bloeiend onkruid op zwarte veengrond. Het rode waterlelieblad op het rode veld symboliseert de oude meren. Drie dorpen zijn gesorteerd in paren met dezelfde kleuren, omdat ze vaak genoemd worden als tweelingdorpen. Alleen Greonterp staat op zichzelf. Greonterp werd in 1984 bij de voormalige gemeente  Wymbritseradeel gevoegd.
De tweede indeling van dorpen in Wonseradeel betreft de dorpen langs de dijk tegen de oude Zuiderzee, nu IJsselmeer/Waddenzee. Vier van deze dorpen werden beschermd door het "Zeewerend Waterschap Westergo's IJsselmeerdijken" - weergegeven door de broekdiagonaal van broekhoek naar vluchtop. De andere dorpen werden beschermd door het Waterschap "der Vijfdeelen Zeedijken buitendijks" - gesymboliseerd door een broekdiagonaal van broektop tot vluchthoek. Sinds de aanleg van de Afsluitdijk voelen de zuidelijke dorpen de dreiging van de zee minder dan de dorpen ten noorden van de Afsluitdijk. De kleuren van de vlaggen veranderen van zachtgroen naar volledig rood. In Idsegahuizum zijn de kleuren blauw en geel, wat aangeeft dat het een agrarisch dorp is (geel = maïs) tussen grazige dorpen. Het wapen van Makkum (een gouden zeemeermin die oprijst uit de groene zee) wordt op de vlag weergegeven door de kleuren geel en groen. Het laatste dorp Zurich roept brandend rood "gevaar" terwijl de storm het water verzamelt voor een aanval op de dijk.
Sinds 2004 bestaat ook een variant van deze vlag gebruikt, namelijk eentje met de vlag van een witte zeemeermin uit het dorpswapen. De vlag is gepresenteerd aan de bemanning van de mijnenveger "Makkum".

Vlag van Allingawier
Vlag van Arum
Vlag van Burgwerd
Vlag van Cornwerd
Vlag van Dedgum
Vlag van Exmorra
Vlag van Ferwoude
Vlag van Gaast
Vlag van Greonterp
Vlag van Hartwerd
Vlag van Hichtum
Vlag van Hieslum
Vlag van Idsegahuizum
Vlag van Kimswerd
Vlag van Kornwerderzand
Vlag van Lollum
Vlag van Longerhouw
Vlag van Makkum
Vlag van Parrega
Vlag van Piaam
Vlag van Pingjum
Vlag van Schettens
Vlag van Schraard
Vlag van Tjerkwerd
Vlag van Witmarsum
Vlag van Wons
Vlag van Zurich

Opmerking: tegenwoordig heeft Breezanddijk geen eigen vlag.

## Verwante afbeeldingen

Het wapen van Wonseradeel

Aengwirden 
· Baarderadeel 
· Barradeel 
· het Bildt 
· Bolsward 
· Boornsterhem 
· Dokkum 
· Dongeradeel 
· Doniawerstal 
· Ferwerderadeel 
· Franeker 
· Franekeradeel 
· Gaasterland 
· Gaasterland-Sloten 
· Haskerland 
· Hemelumer Oldeferd 
· Hennaarderadeel 
· Hindeloopen 
· Idaarderadeel 
· IJlst 
· Kollumerland en Nieuwkruisland 
· Leeuwarderadeel 
· Lemsterland 
· Littenseradeel 
· Menaldumadeel 
· Nijefurd 
· Oostdongeradeel 
· Rauwerderhem 
· Schoterland 
· Skarsterlân 
· Sloten 
· Sneek 
· Stavoren 
· Terschelling en Vlieland 
· Utingeradeel 
· Westdongeradeel 
· Wonseradeel 
· Workum 
· Wymbritseradeel